# Memória Atlântica
Memória Atlântica (2018 - ) é uma coleção de documentos históricos editados pelos membros e colaboradores do grupo temático de pesquisa Escritos sobre os novos mundos: uma história da construção de valores morais em língua portuguesa (FAPESP, Processo: 2013/14786-6). Coordenada pelo Professor Doutor Jean Marcel Carvalho França, com a colaboração dos Professores Doutores Susani Silveira Lemos França e Ricardo Alexandre Ferreira, a coleção Memória Atlântica conta com a parceria da Academia Portuguesa da História e da Fundação Editora Unesp - selo Cultura Acadêmica.

## Sinopse
A coleção Memória Atlântica tem como propósito oferecer ao público, especializado ou não, acesso gratuito a edições de qualidade de documentos e obras raras da cultura luso-brasileira. As edições, que abarcarão documentos inéditos, obras nunca antes editadas em português e obras que tiveram somente uma única impressão –– hoje inacessível ––, serão precedidas por uma introdução histórica, composta por um ou mais especialistas, seguida da versão integral do escrito, anotada e em linguagem modernizada –– alteração de ortografia e pontuação.

## Comissão Editorial
- Armando Martins (Universidade de Lisboa e Academia Portuguesa da História)
- Dulce O. Amarante dos Santos (Universidade Federal de Goiás)
- Jean Marcel Carvalho França  (Universidade Estadual Paulista, Franca)
- Leila Mezan Algranti (Universidade Estadual de Campinas)
- Manolo Florentino (Universidade Federal do Rio de Janeiro)
- Manuela Mendonça (Universidade de Lisboa e Academia Portuguesa da História)
- Margarida Garcez Ventura (Universidade de Lisboa e Academia Portuguesa da História)
- Maria de Fátima Reis (Universidade de Lisboa e Academia Portuguesa da História)
- Maria Helena da Cruz Coelho (Universidade de Coimbra e Academia Portuguesa da História)
- Ricardo Alexandre Ferreira (Universidade Estadual Paulista, Franca)
- Susani Silveira Lemos França (Universidade Estadual Paulista, Franca)

## Volumes Publicados
- VIOTTI, Ana Carolina de Carvalho; GURIAN, Gabriel Ferreira (ed). Tratado sobre medicina que fez o Doutor Zacuto para seu filho levar consigo quando se foi para o Brasil. São Paulo: Cultura Acadêmica, 2018. (Coleção Memória Atlântica, I).[7]
- TEODORO, Leandro Alves (ed.). Ensino Cristão. São Paulo: Cultura Acadêmica, 2018. (Coleção Memória Atlântica, II).[8]
- FRANÇA, Jean Marcel Carvalho (ed.). A livraria de Frei Gaspar da Madre de Deus. São Paulo: Cultura Acadêmica, 2019. (Coleção Memória Atlântica, III).[9]
- ALMEIDA, Simone Ferreira Gomes de. Dois escritos astrológicos sobre o dilúvio de 1524. São Paulo: Cultura Acadêmica, 2019. (Coleção Memória Atlântica, IV).[10]